# Dunedin History Museum

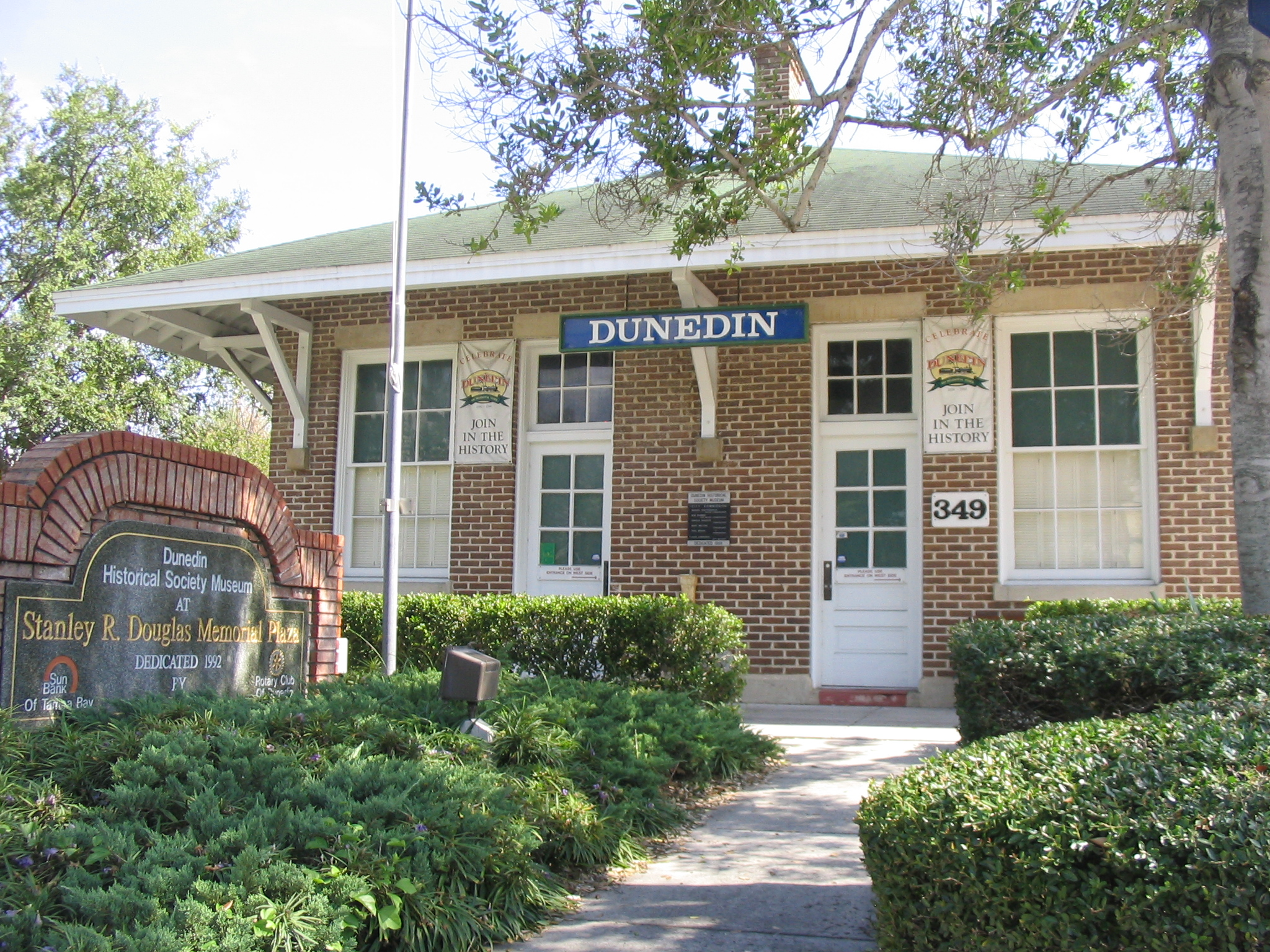
Dunedin History Museum

Das Dunedin History Museum ist ein Heimatmuseum in der Innenstadt von Dunedin im US-Bundesstaat Florida. 

## Geschichte

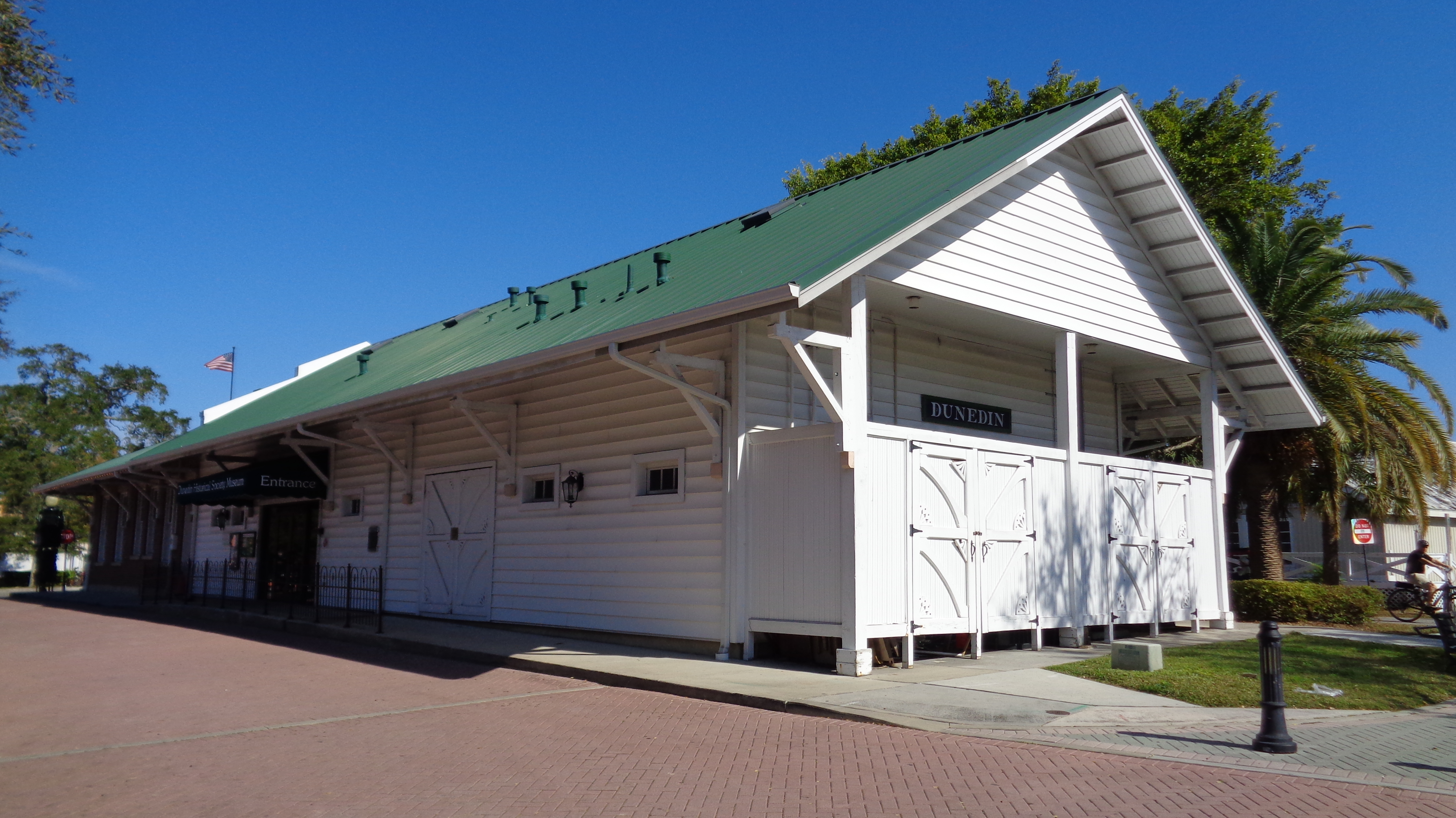
Rückseite des Depotgebäudes

Das Museum wurde 1970 in einem ehemaligen Eisenbahndepot, das 1924 von der Atlantic Coast Line Railroad gebaut wurde, gegründet. 
Die ehemalige Eisenbahnlinie, die das 1888 von der Orange Belt Railway erbaute und zuletzt am 8. März 1987 für Ausflugsfahrten verwendete Depot von den nahe gelegenen Tarpon Springs und zurück, wurde in den 1990er Jahren in einen Abschnitt des Pinellas Trail umgewandelt.

## Sammlung

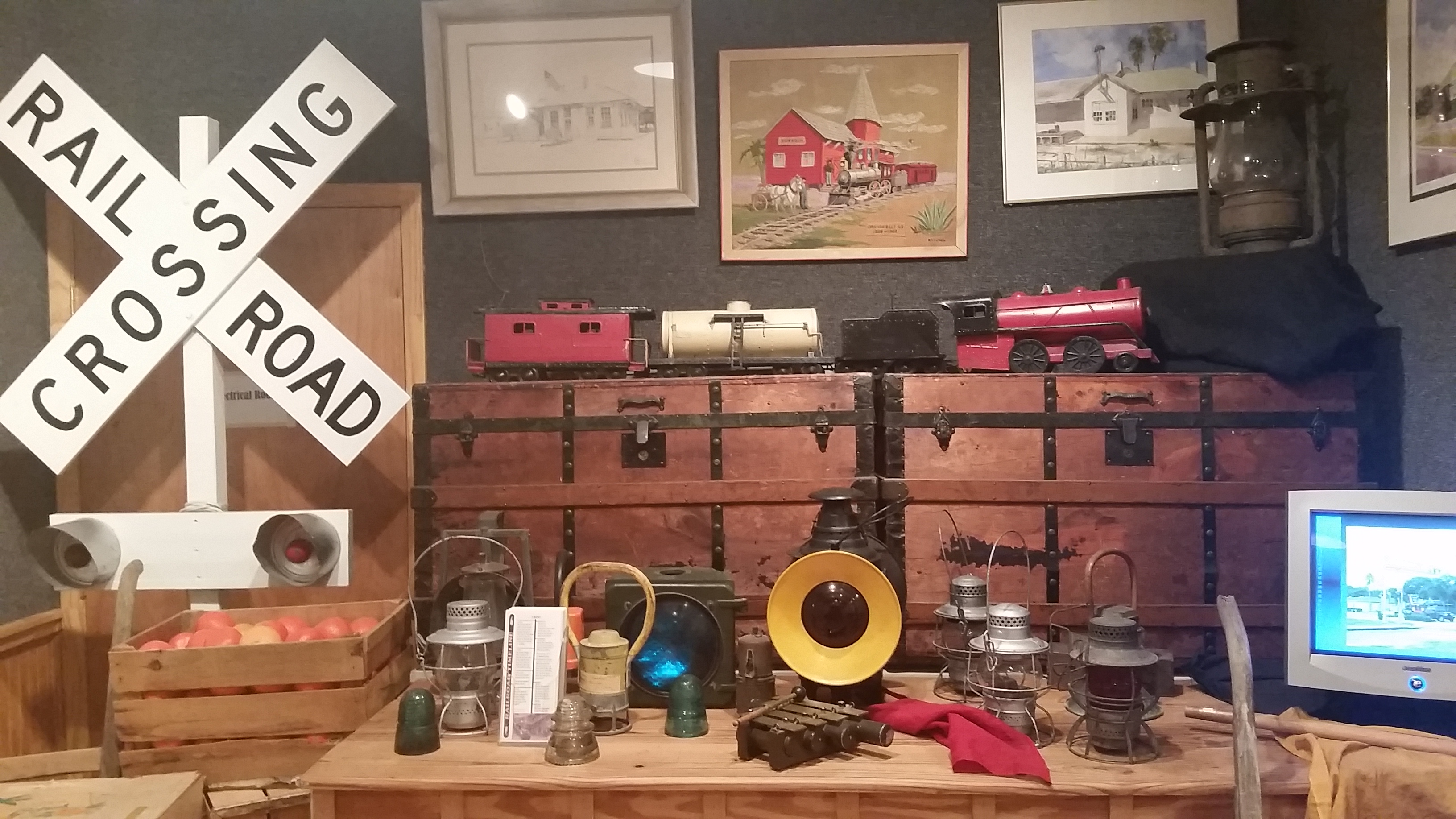
Eisenbahnsammlung

Das Museum enthält 2000 Artefakte, 2500 Fotografien und eine Bibliothek mit Büchern, die viele Informationen über Dunedins Vergangenheit vermitteln. Es beherbergt auch permanente Ausstellungen über Honeymoon Island, das lokale Leben, die Gründung von Dunedin, die militärische Präsenz in der Stadt, Floridas Eisenbahnen und die Zitrusindustrie. Das Museum bietet spezielle Programme für lokale Schulen und die Erwachsenenbildung.

## Sonderausstellungen
- Januar 2013, Journey Stories der Smithsonian Institution[4][5]

- Juni 2014, Comics: The Superpowered History[6]

- Mai 2015, Victorious: Dunedin, Pinellas County, and World War II[7][8]